# 銀河帝國三部曲
銀河帝國三部曲（The Galactic Empire Trilogy），是美國作家以撒·艾西莫夫早期的科幻小說，除了三部長篇小說之外尚包含一篇短篇小說。依照寫作順序表列如下：

- 1945年　《死路》，短篇小說，後收錄於《阿西莫夫早期作品选》
- 1950年　《蒼穹一粟》，艾西莫夫第一部長篇小說
- 1951年　《繁星若塵》
- 1952年　《星空暗流》

「銀河帝國三部曲」與「基地系列」的故事背景相同，但是彼此之間並未緊密結合，也可視為是各自獨立的作品。「銀河帝國三部曲」比較為人所知的特色是艾西莫夫打造的未來銀河帝國，還有一些未來科技，像是「超時空躍遷」、「爆破槍」和「神經鞭」，以及著名的特殊景點，首都行星川陀。「銀河帝國三部曲」與「機器人系列」扯上關係，是在後來的《機器人與帝國》裡，艾西莫夫揭露地球為何充滿放射性時，提到了《繁星若塵》和《蒼穹一粟》的故事。而《死路》也是唯一設定在基地宇宙背景裡的短篇小說。
艾西莫夫最初並未刻意將這個系列寫成三部曲，三本書的關聯亦十分薄弱。因此，這個系列的知名度遠比另外兩個系列低很多。後來，他重新寫科幻小說，決定統一「機器人系列」和「基地系列」。艾西莫夫遇到很大的困難，因為他最初並沒有想過要這樣做。兩個系列的設定根本完全無關。他決定擴寫兩大系列的故事，並用「銀河帝國三部曲」作為中間的橋樑。如上文所言，「銀河帝國系列」嚴格來說並非什麼三部曲。三部小說分別講述三個在銀河帝國建立早期、中期和晚期的故事。角色之間沒有特別的關係，故事強調主角的個人太空歷險過程多於討論帝國的興起。但是無論如何，「銀河帝國三部曲」幫助了艾莫西夫統一其小說，並且開展了銀河帝國兩萬年的歷史。
這三部小說並沒有特別的聯繫，從任何一本開始閱讀都沒有任何問題。但是依據故事發生的順序，閱讀次序建議為《繁星若塵》《星空暗流》《蒼穹一粟》。

## 外部連結
- 艾西莫夫官方網頁 （页面存档备份，存于）